# NGC 5370
NGC 5370 est une galaxie lenticulaire située dans la constellation de la Grande Ourse. Sa vitesse par rapport au fond diffus cosmologique est de 3 133 ± 7 km/s, ce qui correspond à une distance de Hubble de 46,2 ± 3,2 Mpc (∼151 millions d'al). NGC 5370 a été découverte par l'astronome germano-britannique William Herschel en 1790.
Selon la base de données Simbad, NGC 5370 est une galaxie LINER, c'est-à-dire une galaxie dont le noyau présente un spectre d'émission caractérisé par de larges raies d'atomes faiblement ionisés.
À ce jour, une mesure non basée sur le décalage vers le rouge (redshift) donne une distance d'environ 40,800 Mpc (∼133 millions d'al). Cette valeur est à l'extérieur des valeurs de la distance de Hubble. Notons que c'est avec la valeur moyenne des mesures indépendantes, lorsqu'elles existent, que la base de données NASA/IPAC calcule le diamètre d'une galaxie et qu'en conséquence le diamètre de NGC 5370 pourrait être d'environ 18.8.0 kpc (∼61 300 al) si on utilisait la distance de Hubble pour le calculer.

## Supernova
La supernova SN 2010 a été découverte dans NGC 5370 le 7 janvier 2010 par l'astronome amateur japonais Masaki Tsuboi, président de la Société astronomique d'Hiroshima. Cette supernova était de type Ia.